# Limonit

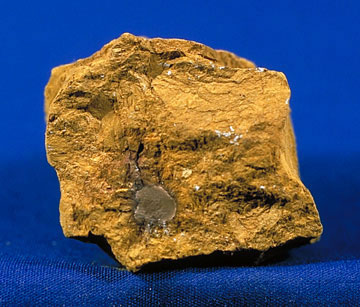
Limonit

Limonitul este un minereu de fier constând dintr-un amestec hidratat de oxid-hidroxid de fier (III) (de regulă goethit și lepidocrocit, dar uneori și jarosit). 

## Descriere
Formula sa generică este FeO(OH)·H2O. 
Împreună cu hematitul a fost folosit ca minereu de fier din cele mai vechi timpuri. 
Denumirea sa provine din limba greacă: lemon= mâl de lac, datorită faptului că se întâlnește de obicei în zone mlăștinoase (de unde și denumirea de "fier de mlaștină"). 
Are o culoare gălbui-maronie. 
Duritatea sa este variabilă, dar în general se situează în intervalul 4 – 5,5. Greutatea specifică variază între 2,9 și 4,3.